# Ratchet (Ratchet & Clank)
Ratchet è uno dei due protagonisti della serie di videogiochi Ratchet & Clank della Insomniac Games.

## Storia
Ratchet è un giovane meccanico della razza Lombax nato sul pianeta Fastoon nella Galassia Polaris. La sua razza molto tempo fa sconfisse i Cragmiti, una razza originaria del pianeta Reepor, usando il Dimensionatore, un'arma molto potente inventata dai Lombax per sconfiggere i Cragmiti. I Lombax trovarono un uovo Cragmite e li nacque Tachyon il successivo imperatore dei Cragmiti. Quando Ratchet era ancora un neonato molti Lombax vennero uccisi dal dispotico Imperatore Percival Tachyon e dal suo esercito di Drofidi, mentre altri finirono in un'altra dimensione. Prima di morire per mano di Tachyon, il padre di Ratchet, Kaden, spedì il figlio ancora in fasce nella Galassia di Solana sul Pianeta Veldin, che Ratchet crederà la sua casa.

### Ratchet & Clank(2002)
Anni dopo Ratchet si trova a Veldin a costruire una navetta e qui incontra un robot scappato da una fabbrica di robot di Quartu, Clank, da allora in poi suo migliore amico. Ratchet e Clank hanno la missione di sconfiggere il malvagio Presidente Drek che ha in mente di costruire un nuovo Pianeta per la sua razza, i Blarg, in quanto il loro pianeta d'origine, Orxon, è irreparabilmente inquinato. Per fare ciò, Drek utilizzerà i pezzi di tutti gli altri mondi della Galassia Solana, mentre Ratchet, per fermarlo, cercherà di contattare il Capitano Qwark, l'eroe più conosciuto della galassia. Ma arrivati al pianeta di Qwark si scopre che egli lavora per Drek e cerca di sbarazzarsi di loro. Ratchet e Clank scoprono che Drek vuole trovare un'orbita migliore per metterci il nuovo Pianeta usando il Deplanetizzatore su un pianeta per distruggerlo. Ironia della sorte, dopo tanto girovagare, Ratchet e Clank scopriranno che tale pianeta è proprio Veldin. Scopriranno anche che in realtà Orxon è stato inquinato proprio da Drek il quale avrebbe guadagnato milioni di bolts se il pianeta artificiale fosse stato abitato. Alla fine, Ratchet e Clank sconfiggono il malvagio presidente deviando la posizione del deplanetizzatore e distruggendo il pianeta artificiale. Clank, però, si rompe un braccio, ma Ratchet promette di riaggiustarglielo.

### Ratchet & Clank 2: Fuoco a volontà
A sei mesi dalla sconfitta di Drek, Ratchet e Clank vengono convocati da Abercrombie Fidzzwiget, il presidente della Megacorp, un'industria di armi e gadget della galassia Bogon. In questa è infatti in vendita un animaletto blu creato in laboratorio, il Protopet, all'apparenza tenero, piccolo e pelosetto, ma in realtà tremendo e vorace. I due eroi saranno contattati per recuperare il piccolo animale, rubato da un misterioso ladro mascherato. I due, dopo un lungo viaggio attraverso i pianeti, recuperano il Protopet sul pianeta Siberius e lo riportano a Fiddzwiget. Poco dopo il ladro trova Ratchet e Clank e mostra il suo vero volto: è Angela, un Lombax, ex dipendente della Megacorp, che ha rubato il Protopet per proteggerlo dai cittadini a cui è stata annunciata la sua distribuzione come animale domestico.
I due protagonisti non capiscono quale sia il motivo della minaccia che comporta l'esperimento ma dopo aver visto un video top-secret della Megacorp che ordina la sua eliminazione in quanto potenzialmente pericoloso, avvertono Fiddzwiget di interrompere immediatamente la produzione, ma lui pare non capire. Parte così un inseguimento tra Ratchet & Clank che devono comunicare il fatto e Fiddzwiget che continua a rimandare gli appuntamenti del punto di incontro, facendo finta di nulla. Ratchet e Clank hanno però un contrattempo con la banda dei "Thug 4 Less", che li arresta con una falsa accusa e li porta ad uccidere il loro capo sul pianeta Snivelak. Intanto il presidente della Megacorp ha distribuito alcuni Protopet ad Allgon City, sul pianeta Damosel, i quali si sono moltiplicati a dismisura causando panico e distruzione nella città. Dopo aver condotto uno sterminio della razza Protopet, Angela comunica a Ratchet di possedere un ticket da dipendente scienziato della Megacorp, che aprirà la porta del quartier generale sul pianeta Yeedil al cui interno si trova ciò che insieme dovranno eliminare: il Protopet originale da cui vengono prodotti tutti gli altri.
Dopo aver superato i sistemi di sicurezza robotici all'interno del laboratorio, Ratchet, Clank e Angela vengono presi in ostaggio da Fiddzwiget che mostra la sua vera identità: è Qwark, che ha intenzione di distruggere personalmente il Protopet girando un videoclip che manderà in televisione per essere riconosciuto come l'eroe che era prima di essere umiliato dai due protagonisti nel primo capitolo. Utilizzando un congegno creato da Angela per rendere inerme il Protopet a cui però Qwark ha inserito la batteria al contrario, egli rende invece la creatura più grande e mostruosa, la quale lo ingoia. Dopo un duro scontro, Ratchet e Clank sconfiggono la bestia, che ritorna alle dimensioni originali grazie al congegno riparato da Clank. Il vero Fiddzwiget esce allo scoperto, annunciando di essere stato rinchiuso da Qwark per tutto il tempo. Dopo aver portato la pace nella galassia, Ratchet e Clank vanno ad abitare a Megapolis, sul pianeta Endako, mentre Qwark viene assunto dalla Megacorp come tester di apparecchi meccanici.

### Ratchet & Clank 3
Dopo aver salvato la galassia di Bogon, Clank è diventato una star del cinema mentre Ratchet si è trasferito a casa sua a Megapolis. Ora che i due eroi si possono godere un po' di vita "domestica" il notiziario informa che il pianeta natale di Ratchet, Veldin, è stato attaccato da creature mutanti note come "Tirannoidi". Ratchet allora torna in azione e si dirige nella galassia di Solana dove scoprirà che il diabolico dottor Nefarious, un robot nemico fin dalla giovinezza del Capitano Qwark, vuole sterminare tutta la popolazione di vita organica nella galassia per farla colonizzare dai robot e ha mandato i tirannoidi per eliminare tutti gli abitanti, tra cui i tirannoidi stessi. Dopo aver salvato Veldin Ratchet e Clank vanno sul Pianeta Florana dove supereranno un percorso di morte e batteranno il Capitano Qwark che ha perso la memoria. Dopo vengono ospitati sull'Astronave Fenice dal capitano Sasha, figlia del Presidente del Pianeta Marcadia.
Qualche minuto dopo scoprono che il Pianeta Marcadia è stato attaccato e Ratchet e Clank giungono lì a salvare il Presidente e tutti i cittadini. Una volta evitato i laser all'interno del Palazzo scoprono che era Al, uno scienziato, a usare l'energia degli scudi della città con un videofumetto del Capitano Qwark. Ratchet e Clank decidono di prendere il videofumetto e tornare all'Astronave Fenice per giocarci e far tornare a Qwark la memoria. Infatti Qwark riacquisterà la memoria. Nel frattempo che Qwark si riprenda, Ratchet e Clank vanno alla Stazione Q9 a Distruzione Totale dove verrà messo in palio un videofumetto di Qwark (il secondo videofumetto) e un tiramemizzatore che permette di traversirsi da Tirannoide e superano il percorso di Morte.
Ratchet e Clank vanno sul pianeta Aquatos dove ruberanno alcuni dati del Dr. Nefarious e Slim Cognito che fornirà Armi nuove e potenti. Ratchet e Clank si dirigono poi sul pianeta Tirannia dove dopo aver sconfitto le guardie Tirannoidi si batteranno contro la grossa madre Tirannoide. Dopo aver raccontato la missione alla Fenice si dirigono sul pianeta Daxx, dove scopriranno che il Dr. Nefarious ha inventato una misteriosa arma che si trova sulle lune di Obani e penseranno che Courtney Gears (la valletta a Distruzione Totale) sia un'alleata di Nefarious. Ratchet e Clank vanno sulle Lune di Obani dove si incontreranno con Skid. Appena arrivati però, scoprono che l'ultima Luna di Obani è circondata da uno scudo gravitazionale.
I rangers galattici chiamano Ratchet per aiutarli a battere i Tirannoidi a Blackwater City. Ratchet e Clank vanno a Blackwater City e salvano i Rangers. Dopo aver chiacchierato tramite videochiamata scoprono che è stato rapito e decidono di tornare alle Lune di Obani. Ma prima Ratchet e Clank tornano a Distruzione Totale dove vinceranno il terzo videofumetto del Capitano Qwark e fisseranno un appuntamento con Courtney Gears agli Holostar Studios. Ratchet, dopo essere stato licenziato come attore, aspetta Clank nei camerini. Dopo essersi annoiato decide di cercare Clank, ma per sua sfortuna ci sono dei Tirannoidi che vogliono ucciderlo, ma Ratchet riuscirà a farsi strada. Dopo aver ritrovato Clank parte con lui per le Lune di Obani dove si scontrerà con Courtney Gears (che prima aveva trasformato Skid in un robot). Ratchet sconfigge Courtney Gears e vanno al porto spaziale di Zeldrin per incontrarsi con Qwark e tendendo un'imboscata a Nefarious.
Infatti i tre raggiungono Nefarious, che però attiva l'autodistruzione, e Qwark deve prendere una cosa e dopo li avrebbe raggiunti. Ratchet e Clank arrivano alla navetta, però Clank, invece di aspettare troppo tempo, avvia la navetta per tornare alla Fenice e iniziare il funerale di Qwark. Dopo il funerale Al dà a Ratchet il quarto videofumetto di Qwark per aiutarli a scoprire la prossima mossa di Nefarious. Nefarious voleva conquistare Metropolis, ma Qwark lo fermò; Nefarious giurò di tornare per conquistarla e quindi Ratchet e Clank si avviano per Metropolis. Qui Ratchet scopre di essere stato beffato e fin da quando sono stati agli Holostar Studios fino ad ora il vero Clank era prigioniero di Nefarious e al suo posto era Klunk. Ratchet riesce comunque a sconfiggere Klunk e liberare Clank. Dopo che Ratchet e Clank hanno raccontato quanto accaduto tornano a Zeldrin, ma stavolta a perlustrare l'area dove è piombato il porto.
Ratchet e Clank scoprono tramite un olovideo che Qwark è ancora vivo! Ratchet e Clank poi vengono chiamati dai Rangers per salvare il pianeta Aridia. Dopo aver salvato il pianeta tornano alla Fenice dove scoprono che c'è un quinto videofumetto di Qwark (fino ad allora erano stati identificati solo quattro numeri e neanche il fan Club delle reclute di Qwark avevano sentito parlare di questo videofumetto). Tramite il videofumetto scoprono che Qwark ha un rifugio nella cintura degli Asteroidi di Thran e partono per farsi dare spiegazioni. Dopo avergli fatto la ramanzina tornano alla Navetta, ma scoprono che la Fenice è stata attaccata e quindi Ratchet e Clank tornano alla nave e mettono fine all'invasione. Sasha spiega a Ratchet che il Biobliteratore si sta caricando su Koros e che il prossimo Pianeta su cui verranno trasformati tutti in Robot è Veldin. Ratchet e Clank quindi partono per Koros e distruggono il Biobliteratore, ma Sasha avverte Ratchet e Clank che Nefarious ha creato un secondo Biobliteratore ancora più potente del primo, Ratchet e Clank quindi partono per Mylon per mettere fine ai piani di Nefarious. Ratchet e Clank, dopo averlo battuto, si ritroveranno a riaffrontarlo sul Biobliteratore usando una navetta, ma all'improvviso arriva Qwark ad aiutarli. Ratchet e Clank riescono a batterlo e il Biobliteratore finalmente distrutto e Clank è tornato nel Cinema grazie al nuovo film "Agente Segreto Clank".

### Ratchet: Gladiator
Ratchet è diventato il capitano della Fenice mentre il precedente (Sasha) è diventato il nuovo sindaco di Metropolis. Durante una videochiamata con Sasha, improvvisamente, la nave viene attaccata da un gruppo di robot che catturano Al, Clank e Ratchet.
I tre verranno portati alla stazione di Dreadzone, un programma di combattimenti clandestini creato dal malvagio boss del crimine Gleeman Vox, dove tutti gli eroi più valorosi della galassia, anch'essi rapiti, combattono in sfide nell'arena di Dreadzone per il piacere di migliaia di fan, per la fama e per le loro stesse vite. Ratchet, con la minaccia di un collare esplosivo legato saldo al collo, dovrà farsi strada su svariati pianeti, sedi delle puntate del programma, fino ad  affrontare Ace Hardlight e la sua squadra di Sterminatori: Skleroshock, Reactor ed Eviscerator. Nel frattempo, Clank riesce a trovare il modo per poter arrivare al livello di controllo dell'arena, dove c'è il computer centrale che regola l'alimentazione dei campi di contenimento dove sono imprigionati tutti gli eroi, e che distruggendolo sarebbero stati liberati. Per arrivare laggiù verrà riprogrammata la navetta dell'arena, ma essa si disattiverà una volta arrivati al livello di controllo, senza quindi poter tornare indietro.
Appena arrivati, si scopre che Vox ha riempito l'arena con degli esplosivi a timer. Ratchet inizierà quindi una corsa contro il tempo, sconfiggendo un intero esercito di robot killer fino ad arrivare a disinnescare gli esplosivi. Nonostante il lieto fine per eroi e fan, c'è ancora Gleeman Vox in persona da sconfiggere che, a bordo di un enorme veicolo volante corazzato, si scontra con il lombax 
Dopo una dura battaglia, Vox, sconfitto ma comunque non arreso, innesca un quarto esplosivo nel tentativo di far esplodere l'arena con Ratchet ancora all'interno, ma all'ultimo arriverà la navetta di salvataggio di Clank, che salverà Ratchet, mentre Vox morirà nel esplosione dell'arena. Una volta sulla navetta, e dopo aver disinnescato i collari mortali, Ratchet riceverà videochiamate di ringraziamento da tutti gli eroi che sono stati salvati, compreso il Capitano Qwark che era all'oscuro di tutto ciò che fosse successo.
Il filmato finale vede il Dottor Nefarious e Lawrence vagare ancora sul asteroide dopo la fine del terzo capitolo e diretti verso la stazione di Dreadzone, scoprendo però, a loro malgrado, che è appena saltata in aria.

### Ratchet & Clank: L'altezza non conta
In questo episodio della serie, Ratchet e il suo amico robotico Clank vengono coinvolti dal rapimento di una bambina, Luna, in una ricerca delle tracce della stirpe dei Tecnomiti, che si credeva fosse solo una leggenda. In realtà Luna è un robot creato dai Tecnomiti, in cui il loro imperatore, chiamato Otto DeStruct, vuole catturare Ratchet per estrarre il suo DNA e creare un esercito di cloni di Ratchet. Ratchet riesce a salvare Clank e insieme sconfiggono Luna e poi Otto DeStruct. In questa avventura fa la sua apparizione anche il capitano Qwark, che questa volta è alla ricerca della sua reale famiglia, ma viene ingannato da Otto DeStruct che lo convince di essere suo figlio.

### Secret Agent Clank
In questo capitolo Ratchet è stato arrestato e Clank indagherà a fondo per provare che è innocente. Ratchet alla fine si ritrova libero al posto di Klunk (la nemesi di Clank e che assomiglia a lui) che è stato sconfitto da Clank.

### Ratchet & Clank: Armi di distruzione
Ratchet e Clank decidono di provare la turbo-slitta per andare al Palazzo di Qwark ad aiutarlo a battere diverse truppe robotiche armate. Ratchet e Clank, dopo tanto girovagare per la città di Metropoli, si trovano di fronte all'imperatore dei Cragmiti Percival Tachyon, che vuole eliminare Ratchet perché è l'ultimo Lombax nell'universo in cui abitano (dato che furono i Lombax a distruggere i Cragmiti durante la "Sporca Guerra"). I due riescono a fuggire sulla Navetta di Tachyon sulla quale era attivo il pilota automatico che ha fatto addormentare Ratchet con il criosonno e Clank con un pugno in piena faccia. I due atterrano sul Pianeta Cobalia dove incontreranno un contrabbandiere che gli darà un passaggio per Stratus City sul Pianeta Kortog. Scaricati dal contrabbandiere per non essere imprigionati dalle truppe di Tachyon, Ratchet e Clank si fanno strada per la città per raggiungere il museo per sapere dove possano essere i Lombax. Arrivati a un vicolo cieco, Ratchet vede che Clank si è modificato e che possono volare per i grattacieli di Stratus City. Nel museo scoprono le coordinate per il pianeta Fastoon, il pianeta dei Lombax, ma arrivati scoprono che è stato abbandonato anni fa e trovano una vecchia nave, Aphelion, e la riparano.
Nel frattempo ricevono un videomessaggio da parte di un certo Stephan Qwarkanopolus (ovvero Qwark) che li invita sul pianeta Mukow per il festival imperiale del combattimento e che ha delle informazioni per lui e Clank. Durante il viaggio per Mukow vengono attaccati dai pirati del Capitano Slag, ma riescono a sfuggirgli. Dopo essere arrivati su Mukow, Ratchet viene camuffato come Mustacho Furioso e vince il torneo. Ratchet e Clank, dalle informazioni di Qwark, scoprono che tachyon sta cercando un "Segreto Lombax" e che si suppone essere nella cinta degli asteroidi di Nundac, quindi Ratchet e Clank vi si avviano. Sugli Asteroidi trovano una base segreta dove risiedono Talwin Apogee, la figlia di Max Apogee, famoso cercatore misteriosamente scomparso, e i suoi due robot Cronk e Zephir. Insieme vanno su Ardolis per riprendere l'artefatto Lombax rubato a Max. Scoprono che quella era una mappa per trovare l'artefatto Lombax su Rykan V, dove scoprono che il Segreto Lombax è il Dimensionatore, una macchina che può aprire varchi dimensionali per altri universi.
Ratchet e Clank si dividono da Talwin su Sargasso, dove incontrano l'idraulico di Novalis che oltre a dargli una lavatrice esagonale da tre centicubiti e tre quarti rivela tramite enigmatici discorsi che i Cragmiti non sono stati vaporizzati come si racconta, ma probabilmente esiliati. Dopo vengono chiamati da Qwark per tornare su Mukow e che gli dà un'altra informazione, ovvero dell'esistenza del supercomputer Iris, che purtroppo è sotto il controllo dei Pirati Spaziali di Slag, che si trova sulla cometa di Kreeli. Ratchet e Clank riescono ad infiltrarsi nella cometa e trovano il supercomputer Iris che rivela a loro che Tachyon è stato cresciuto dai Lombax, ma quando scoprì le sue vere origini li attaccò a tradimento e giurò che avrebbe riportato i Cragmiti, e che il Dimensionatore si trova sul Pianeta Jasindu a Kerchu City, dove Max Apogee lo nascose prima di scomparire misteriosamente. La prima intenzione di Ratchet è di andare a Kerchu City, ma Clank gli dice che nessuno dovrebbe usare un dispositivo Wormole poiché pericoloso, ma non lo ascolta, poi Clank (avvertito dagli Zoni) gli comunica che Talwin è stata catturata ed è imprigionata nella prigione di Zordoom sul Pianeta Viceron, ma Ratchet, benché accetti di andare, crede che c'è qualcosa che non va in Clank. Arrivati alla prigione di Zordoom riescono a salvare Talwin, Cronk e Zephir. Dopo si recano a Kerchu City, dove affronteranno i Kerchu, tra cui uno con un robot gigante che faceva da guardia al Dimensionatore. Ratchet e Clank trovano finalmente il Dimensionatore, ma i Pirati Spaziali li hanno seguiti; minacciando di uccidere Clank il Capitano Slag dice a Ratchet di consegnargli il Dimensionatore. Ratchet e Clank quindi si avviano per il passaggio di Ublik, dove affrontano il Capitano Slag.
Ratchet lo sconfigge dopo un duro duello e viene eletto nuovo Capitano dei Pirati Spaziali e riprende il Dimensionatore; Clank avverte Ratchet che il Dimensionatore è pericoloso, ma Ratchet non lo ascolta e Qwark esce allo scoperto portandosi il Dimensionatore promettendo di gettarlo in un buco nero. Ma subito dopo Rusty Pete, l'ex-aiutante di Slag, gli dice che in realtà Qwark sta andando sul Pianeta più vicino, ovvero il Pianeta Reepor, il Pianeta dei Cragmiti, dove ci fu l'ultima battaglia tra Cragmiti e Lombax. Ratchet e Clank insieme a Talwin, Cronk e Zephir vanno su Reepor per trovare Tachyon e impedire che Qwark gli consegni il Dimensionatore. Ma è troppo tardi: Tachyon ha imprigionato Qwark e utilizza il dimensionatore per liberare i Cragmiti. Ratchet e Clank cadono e si dividono. Al suo risveglio Ratchet non ha più Clank sulla schiena e dovrà cavarsela da solo facendosi strada uccidendo pochi dei Cragmiti che ci sono.
Ratchet ritorna da Talwin, Cronk e Zephyr disperato poiché non trova più Clank, ma all'improvviso Clank ritorna e Ratchet è contento di rivederlo, poi la nave Aphelion li avvisa dicendo che i Cragmiti hanno invaso Meridian City sul Pianeta Igliak. Ratchet e Clank salvano Qwark e gli chiedono dove si trova Tahcyon, ma non lo sa, però Clank gli dice che Tachyon si trova a Fastoon. Ratchet gli chiede come fa a saperlo e Clank gli rivela che sono stati gli Zoni e allora si dirigono su Fastoon. Ratchet e Clank, insieme a Talwin, Kronk e Zephir, vanno su Fastoon e sconfiggono la maggior parte dei seguaci di Tachyon; una volta dentro le rovine Tachyon invita Ratchet a venire alla corte di Azimuth. Una volta arrivati alla corte di Azimuth Tachyon apre un varco dimensionale per permettere a Ratchet di riunirsi ai Lombax e mentre Ratchet pensa se unirsi ai Lombax o no Tachyon gli racconta che tutti i Lombax erano codardi quando sono partiti, ma che ne rimasero solo due (Ratchet e suo padre). Tachyon dice ancora che per lui è stato un piacere uccidere il padre, ma che era un vero peccato che lui spedì Ratchet nella Galassia di Solana prima che si potessero incontrare e allora gli offre due offerte: unirsi ai Lombax oppure restare e morire. Ratchet capisce che se lascia Tachyon con il Dimensionatore nessuno può essere al sicuro e che lui non andrà da nessuna parte finché non verrà distrutto e a quel punto Ratchet e Clank ingaggiano uno scontro con Tachyon.
Dopo alcuni minuti il Dimensionatore trascina Tachyon su un asteroide dove c'è un varco dimensionale, ma quando sembra essere tutto finito Tachyon trascina con sé Ratchet e Clank e dopo un duro scontro riescono a sconfiggerlo. Tachyon allora dice a Ratchet che non lo può uccidere e che nessuno sa il suo vero scopo nell'universo e il suo vero nome tranne lui e che la sua specie non sarà mai al sicuro; alla fine Tahcyon viene risucchiato in un buco nero. Ratchet capisce che il Dimensionatore è rotto, Clank però lo aiuta dandogli la lavatrice esagonale che gli diede l'idraulico su Sargasso e allora Ratchet ordina al Dimensionatore di tornare a casa. Ratchet all'improvviso sviene, ma poi si riprende. Dopo alcune ore dalla sconfitta di Tachyon Ratchet chiede se Tachyon dicesse sul serio, Clank gli disse che non sembrava la voce di un bugiardo, ma pensa che lui abbia già svolto il suo compito, ovvero aver sconfitto Tachyon e che nemmeno i Lombax ci sarebbero riusciti, poi Ratchet lo ringrazia. All'improvviso gli Zoni appaiono agli occhi dei presenti e rapiscono Clank; Ratchet cerca di liberarlo, ma non può fare nulla al campo di energia degli Zoni e questi ultimi si teletrasportano. Ratchet allora si lancia alla ricerca del suo amico.

### Ratchet & Clank: Alla ricerca del tesoro
È passato un anno da quando Clank è stato rapito dagli Zoni e Ratchet ha usato il supercomputer Iris per trovare un collegamento con gli strani esseri, trovandolo nel pirata Angstrom Darkwater. Ratchet, insieme a Talwin, si reca sul pianeta Merdegraw per trovare il capitano, e si imbattono nella flotta del pirata Sprocket. Qui incontrano il loro vecchio amico pirata Rusty Pete, ancora depresso per la morte del suo capitano, Romulus Slag, di cui conserva ancora la testa. Vengono però scoperti da Sprocket e dalla sua ciurma, dai quali scoprono che Darkwater è morto, e messi dentro un cannone indirizzato verso le Grotte del Domani per essere mangiati dai Pytor. Rusty Pete, però, li salva, camuffato da Slag, e li fa spedire sull'isola di Hoolefar. Risvegliatosi su una spiaggia e senza più le sue armi tranne l'Onnichiave, Ratchet ha una visione di Clank che però, così come è apparsa, svanisce. Ricongiuntosi con Talwin, i due arrivano alla sede degli Hoolefoid e vengono accolti dal loro sindaco Barnabus Worley.
Ratchet accetta di riparare le turbine e il ripetirore dell'isola, e il sindaco Barnabus Worley, per ringraziare i due soccorritori, gli mostra l'Occhio di Ossidiana, il più potente telescopio lorentziano dell'universo, con una portata di 4,8 trilioni di Kilocubiti, potenziato, inoltre, con una Stella Fulcro, attualmente mancante. Il telescopio fu inoltre costruito proprio da Darkwater, e leggendo le pagine del suo diario scoprono che ricevette la Stella fulcro dal capo degli Zoni per poter utilizzare al meglio l'Occhio. Tuttavia, Darkwater sapeva che la Stella valeva una fortuna e cominciò a sospettare di tradimento i suoi uomini, perfino il suo primo ufficiale, nientemeno che il defunto capitano Slag, così usò un incantesimo per sigillare la sua anima all'interno del suo corpo, in modo da vegliare sulla Stella fulcro. In quel momento Rusty Pete li contatta dal molo: il pirata si offre di portarli alle Grotte del Domani, luogo dove la nave di Darkwater è stata nascosta da Slag a seguito di un ammutinamento, e dove si trova la mappa che conduce al luogo dove si trova la Stella fulcro; inoltre rivela di aver riprogrammato la testa di Slag perché li conduca alla nave.
Arrivati alle Grotte del Domani, Talwin rimane separata da Ratchet e Pete da una porta malfunzionante, così il Lombax e il pirata proseguono da soli, facendosi guidare da Slag e superando i Pytor fino alla nave di Darkwater. Nella testa del capitano Ratchet trova la mappa, quando Rusty Pete conficca la testa di Slag nel corpo decapitato di Darkwater, rivelando che il suo unico obbiettivo era quello di far avere al suo capitano un nuovo corpo, restituendo però a Ratchet, in segno della loro vecchia amicizia, il Combustore e la Granata a Fusione, vedendo poi la fusione tra Slag e lo spirito stesso di Darkwater decisi ad invadere l'isola di Hoolefar. Ratchet si ricongiunge con Talwin e insieme si dirigono verso l'isola. Arrivati appena in tempo, il sindaco consegna a Ratchet la Scossa Ravager e il Lanciatornado, per poi barricarsi con tutti gli altri cittadini nella sala dell'Occhio di Ossidiana mentre Ratchet e Talwin difendono l'isola. Costretto Slag/Darkwater in ritirata, i due fanno leggere la mappa scritta in Decadroid al Contrabbandiere, che li offre di portarli al Covo di Darkwater, luogo in cui è custodita la Stella fulcro. Arrivati al covo del pirata, prima di congedarsi, il Contrabbandiere restituisce a Ratchet il Lanciapredator e il Nanosciamatore.
Superate diverse sfide, Ratchet e Talwin entrano nella sala del tesoro, ma Ratchet cade in una trappola di Slag/Darkwater e Rusty Pete, che prendono in ostaggio Talwin e lasciano il Lombax ai Pytor delle sottostanti Grotte di Lythoin. Giunto all'uscita, Ratchet si scontra con Sprocket, passato dalla parte di Darkwater, e dopo averlo sconfitto ritorna dal Contrabbandiere per raggiungere la nave di Darkwater. Giunto all'ammiraglia della flotta pirata, il Contrabbandiere dà come ulteriore supporto a Ratchet l'Alpha Distruttore. Ratchet libera Talwin e insieme si battono contro Slag e Darkwater sulla sua nave, finché non riescono a separare la testa di Slag dal corpo di Darkwater, che precipitano in mare; Rusty Pete, fedele al suo capitano, dà la Stella fulcro a Ratchet e Talwin e si getta per salvarlo. Ritornati su Hoolefar, grazie alla Stella fulcro, Ratchet scopre che gli Zoni hanno rapito Clank per conto del loro vecchio nemico, il dottor Nefarious. Ratchet ora si imbarca in una nuova avventura per salvare il suo amico partendo per il settore di Bernilius.

### Ratchet & Clank: A spasso nel tempo
Sono passati due anni da quando Clank venne rapito dagli Zoni e Ratchet si è avviato per il settore di Bernilius con il Capitano Qwark. Durante il viaggio una strana anomalia temporale li investe e la nave viene messa fuori uso e atterrano su bruscamente su un pianeta, ma mentre stavano per precipitare in un burrone un'altra anomalia temporale li investe facendo fermare il tempo di ogni cosa che ha investito eccetto loro due. Ratchet e Qwark trovano una madre Fongoid a cui salvano i tre figli e arrivano al villaggio dei Fongoid. Questi ultimi ringraziano Ratchet e lo portano all'interno del Tempio di Orvus dove troverà il vaso Zoni che gli servirà per trovare gli Zoni sparsi per tutto l'universo ed aiutarlo ad equipaggiare l'Aphelion. Mentre Ratchet esce dal tempio il villaggio è sotto attacco ordinato da Flint Vorselon, un mercenario al soldo del dottor Nefarious, che scambia Ratchet per un certo Azimuth e che un certo "Orologio" è loro. Così rapiscono Qwark ed alcuni Fongoid, e Vorselon ordina di uccidere Ratchet. Ratchet va all'interno dell'astronave di Vorselon e durante il salvataggio Qwark dice a Ratchet che c'è un certo Alister Azimuth su Torren IV e potrebbe essere un loro alleato.
Dopo aver salvato Qwark e i Fongoid Ratchet parte per il Settore di Vela per trovare questo Azimuth. Ratchet atterra su Torren IV, un pianeta abitato dai Vullard. Dopo aver aiutato alcuni Vullard Ratchet attraversa i campi di Molonoth e arriva al passo di Volgram, dove incontra uno strano individuo e gli chiede dove può trovare Alister Azimuth; lo strano individuo lo attacca e Ratchet lo insegue. Dopo essere arrivato vicin alla casa dell'individuo viene messo alle strette da quest'ultimo, ma l'individuo vedendo che è un Lombax lo libera e si presenta a lui come Alister Azimuth, un Lombax capo della guardia Pretoriana Lombax e del centro di ricerche avanzate Lombax e grande amico di Kaden, il padre di Ratchet. Azimuth spiega a Ratchet cos'è il Grande Orologio e degli Zoni che sono i guardiani del Tempo. Ratchet, pensandoci un attimo, dice ad Azimuth che pensava che lui e suo padre furono gli unici rimasti quando i Lombax partirono e gli chiede perché non è andato con loro, ma Azimuth non gli risponde e cambia discorso. Azimuth lo addestra per controllare gli overscarponi di suo padre. Dopo l'addestramento, Azimuth rivela a Ratchet che hanno un contatto all'interno del Grande Orologio e possono trovarlo ad Axiom City sul pianeta Terachnos. Ratchet e Azimuth arrivano su Terachnos e si infiltrano alle Pollyx Industries con l'aiuto di un amico di Azimuth. Ratchet e Azimuth riescono ad entrare in contatto con Nefarious senza sapere dove si trovi.
Poco dopo vengono attaccati da un robot gigante VX-99, ma riescono a distruggerlo. Azimuth spiega a Ratchet che c'è un Occhio di Ossidiana nel Canyon Kreel sul Pianeta Lumos. Dopo essere arrivati in una grotta nel Canyon Kreel, Ratchet chiede di nuovo ad Azimuth perché non è insieme agli altri Lombax; alla prima volta non risponde, ma poi rivela a Ratchet che li ha delusi. Azimuth spiega che nonostante i Cragmiti fossero stati sconfitti bisognava difendere la Galassia, e Tachyon fece vedere ai Lombax armi molto potenti; i Lombax non si fidarono di Tachyon, ma Azimuth invece pensava che fosse la cosa giusta e gli diede libero accesso a tutta la tecnologia Lombax, ma non fu come sperava, e quando tachyon arrivò con la sua armata di Drofidi i Lombax scapparono in un'altra dimensione, ma Kaden restò per trovare la moglie, ma non la trovò e Tachyon poco dopo lo raggiunse e lo uccise. Per i suoi crimini ad Azimuth gli fu proibito di unirsi ai Lombax e da allora si ritrova in esilio, ma promette a Ratchet che se lo aiuterà riavrà la sua famiglia. Ratchet e Azimuth, appena usciti dalla grotta, trovano un Vullard che dice che i suoi amici sono stati attaccati dagli Agoriani, una razza bellicosa e poco intelligente; Azimuth dice a Ratchet che l'obbiettivo è l'Occhio di Ossidiana, il Vullard sa dove si trova, ma li aiuterà solo se i due Lombax sconfiggono gli Agoriani. Messi in fuga gli Agoriani, il Vullard li accompagna in una grotta dove è nascosto l'Occhio di Ossidiana. Ma appena arrivati vedono che la Stella fulcro è danneggiata e che potrebbero perdere il Segnale, ma riescono a mettersi finalmente in contatto con Clank.
Ratchet felice di vedere che l'amico robotico sta bene, gli chiede di dargli le coordinate per il Grande Orologio, ma Clank dice che non c'è tempo e che deve andare all'Avamposto di Tomblì sul Pianeta Zanifar e tornare indietro di due anni tramite un varco temporale e salvare suo padre Orvus. Ratchet atterra su Zanifar per liberare i Fongoid, poi torna indietro nel tempo di due anni. Scopre che L'asteroide su cui erano finiti Nefarious e Lawrence alla fine di Ratchet e Clank 3 è atterrato su Zanifar e Nefarious, spacciandosi per un benefattore, convinse Orvus a venire su Zanifar per un "consulto scientifico". Ratchet scopre però che Nefarious fece prigioniero Orvus e che gli chiedeva come si entrava nella Camera di Orvus. Orvus invece sparisce nel nulla, ma Nefarious scopre che il nuovo custode dell'Orologio è Clank. Ratchet però si fa scoprire, ma lancia una bomba all'occhio a Nefarious, provocandogli una crepa sull'occhio che avrà anche nel presente dato il cambiamento del passato. Ratchet sale sull'Aphelion per cercare Clank, ma Vorselon gli dice che ha catturato Azimuth e lo invita nell'astronave per affrontarlo. Ratchet quindi si lancia al salvataggio di Azimuth. Ratchet riesce a sconfiggere un'altra volta Vorselon e a liberare Azimuth, ma il Generale dice a Ratchet che non sarebbe dovuto venire a salvarlo, però cambia idea quando Ratchet gli dice che è tornato indietro nel tempo di due anni per scoprire cosa accadde a Orvus e poi i due Lombax fuggono dall'astronave. Arrivati nell'altro settore Ratchet e Azimuth ricevono un messaggio di soccorso da parte di Clank che è stato rapito dalle Valchirie, servitrici di Nefarious. Ratchet e Azimuth avevano già sconfitto Libra nel settore precedente e in questo settore riescono a battere anche Carina, ora resta solo l'ultimo Capo delle Valchiria: Cassiopeia, fidanzata di Nefarious. Ratchet e Azimuth atterrono su Vapedia.
Azimuth dice a Ratchet di avanzare per salvare Clank. Ratchet entra nel campo di addestramento delle Valchirie e riesce a distruggere le tre macchine che servono al loro allenamento. Ratchet si trova finalmente di fronte a Cassiopeia, la quale dice che sa tutto su Ratchet e che Clank ha deciso di rimanere nel Grande Orologio e vuole abbandonare Ratchet, ma che non ne avrà l'opportunità poiché vuole ucciderli entrambi. Cassiopeia allora gli fa vedere Clank che è svenuto e Ratchet allora ingaggia un duello mortale con la Valchiria. Dopo un lungo duello Ratchet riesce finalmente a sconfiggere Cassiopeia e a salvare Clank. Ratchet dopo aver riposato dice a Clank che gli dispiace di non aver salvato suo padre e che avrebbe dovuto fermare Nefarious prima; Clank dice che Nefarious pagherà per le sue malefatte, ma che l'importante è che l'orologio sia al sicuro. Azimuth dice poi che quando il passato sarà corretto avrà pieno supporto della guardia pretoriana Lombax. Clank però dice al Generale che il tempo non si può modificare e che il minimo uso scorretto dell'Orologio può strappare il tessuto dell'esistenza. Azimuth ribatte che potrebbe salvare l'intera razza dei Lombax, ma Clank fa ricordare a Ratchet il Dimensionatore, convincendolo delle sue parole, e che il rischio sarebbe troppo grande. Azimuth gli dice che è il rischio che fa dei Lombax ciò che sono e gli fa pensare che con l'Orologio salveranno anche i suoi genitori, ma Ratchet rifiuta e decide di sconfiggere il malvagio scienziato, poi chiede al Generale di venire con loro, ma Azimuth se ne va contrariato senza rivolgere neanche un saluto ai due eroi. Ratchet e Clank, una volta saliti sull'Aphelion, vengono contattati da Qwark che grazie alle sue conoscenze si è intrufolano nella Stazione Spaziale di Nefarious e distruggono il suo esercito di robot, ma così vengono scoperti e tentano di fuggire, ma Nefarious riesce a catturarli. Nefarious dichiara che con l'Orologio in suo possesso vuole sfruttare il tempo a suo vantaggio e ogni universo verrà capovolto, creando un nuovo presente in cui gli eroi perdono sempre. Nefarious ordina di prenderli, Qwark allora usa una bomba fumogena, però non serve a niente e vengono catturati. Nefarious spedisce Ratchet e Clank sul Pianeta Morklon nella valle di Gimlik credendo di averli uccisi, ma grazie agli Zoni sopravvivono.
Ratchet e Clank cercono di capire dove sono finiti e trovano un Fongoid sopravvissuto alla Battaglia della Valle di Gimlik quando era ancora un ragazzino che vide l'annientamento dei Fongoid da parte degli Agoriani. Clank allora contatta il suo amico Sigmund per aprire un varco temporale per tornare indietro di dieci anni al giorno della Battaglia della Valle di Gimlik. Ratchet e Clank riescono a sconfiggere gli Agoriani e tornando al presente la Valle ora è uno splendido luogo e riescono a farsi dare la nave che cadde nel fiume dieci anni prima e tornano alla Stazione Spaziale di Nefaroius per porre fine alle sue malefatte. Ratchet e Clank trovano Nefarious e gli ordinano di allontanarsi dal trasporto. Poi Nefarious dice a Clank che nonostante è libero dopo tanti anni torna a fare da zainetto a Ratchet e inoltre gli dice che non è altro che un patetico assistente, però Ratchet si arrabbia e dice che nessuno parla a Clank in quel modo e che quando sarà finito tutto appoggerà qualsiasi decisione di Clank e poi ingaggiano un duello con Nefarious. Dopo un lungo duello Ratchet e Clank sconfiggono Nefarious, però non sanno come disattivare il pilota automatico e inoltre Lawrence è fuggito e sembra che purtroppo non c'è via di scampo per i due eroi, però arriva Azimuth che grida a Ratchet di saltare e i due si salvano. Dopo esser tornati all'Orologio Clank dice a Ratchet che deve fare da guardia all'Orologio poiché è stato creato per questo.
Azimuth però chiede che cosa ne sarà dei Lombax; Ratchet risponde che non temono alcun pericolo e che hanno soltanto traslocato e li troveranno, ma che il passato deve rimanere dov'è, e accompagna Clank dentro la Camera di Orvus; Azimuth gli dice che questa è una sua responsabilità, ma Ratchet non lo ascolta, così Azimuth lo colpisce con una sfera di energia della sua onnichiave e lo uccide facendolo cadere nel vuoto. Tuttavia, Clank riesce a tornare indietro nel tempo di sei minuti salvando il suo amico e quindi cercano di inseguire Azimuth e di fargli capire che sbaglia, ma Azimuth arriva alla Camera di Orvus e manda indietro il tempo di alcuni anni. Ratchet e Clank combattono contro Azimuth per farlo desistere dal suo scopo. Dopo un faticoso duello Ratchet batte Azimuth, però non riesce a riportare la leva del tempo e l'Orologio perde il controllo del tempo e Azimuth chiede perché non funziona, Ratchet gli spiega che l'Orologio non è una macchina del tempo e che il suo scopo è di custodirlo, non di alterarlo. Ratchet cerca di mettere la leva a posto ma lo fa Azimuth al suo posto, arrivando a sacrificarsi per salvare l'universo e permettere a Ratchet di trovare i Lombax. L'Orologio è tornato a posto, ma Azimuth è morto. Ratchet e Clank riparano tutti i danni causati da Nefarious e Ratchet dopo lascia Clank. Ma Clank, inaspettatamente, decide di partire con il suo amico per cercare i Lombax.

### Ratchet & Clank: Tutti per uno
Due anni dopo Ratchet insieme a Clank si ritrovò a dover tenere gli occhi aperti sull'inaspettato ritorno del Dr. Nefarious ma quando quest'ultimo torno dovettero insieme a Qwark, ora presidente stringere un'improbabile alleanza con Nefarious per sconfiggere un nuovo nemico ancora più grande e potente, conosciuto come il Signore dei Loki. Dopo aver risolto tutti i quattro si preparano per tornare a casa ma Nefarious gli ruba la nave dicendo che sarà sempre un super cattivo e Ratchet, Clank, Qwark e tutti gli altri che erano venuti a prenderli usano un'astronave per tornare a casa.

### Ratchet & Clank: Q-Force
Ratchet, Clank e Qwark si ritroveranno a fare squadra per fronteggiare una vecchia conoscenza di Qwark stesso (lo stile di gioco ritorna in prima persona, ma il gameplay sara in stile tower defence in cui i giocatori possono scegliere il personaggio con cui giocare e i bolt raccolti serviranno per acquistare le torrette e gli scudi).

### Ratchet & Clank: Nexus
Ultimo capitolo della saga Future in cui i nostri eroi dovranno confrontarsi con gli Anti e i fratelli Prog.

### Ratchet & Clank(2016)
Reboot e rinarrazione del primo capitolo per PS2, con molte modifiche e tratto, anche se non interamente, dal film Ratchet e Clank (2016).

## Aspetto
Ratchet è un Lombax con la pelliccia gialla a strisce marroni e ha degli occhi verdi. Nella prima trilogia il suo vestiario consisteva in guanti lunghi fino al gomito, calzoni da meccanico e un cappuccio di pelle, lasciandolo a torso nudo con qualche cinghia. Nel secondo e terzo capitolo Ratchet inizia l'avventura indossando una tuta grigia accoppiata a guanti, scarponi e un casco, poi sostituiti da armature sempre più sofisticate che, oltre a coprire sempre di più il corpo di Ratchet, ne potenziano anche la difesa; in entrambi i giochi l'ultima armatura arriva a coprire completamente anche il viso del protagonista. In Gladiator Ratchet indossa la tuta Dread, e mano a mano che la storia procede, essa passa da un iniziale color rosso cremisi al verde scuro, poi al blu, al giallo e infine al nero. In Armi di distruzione presenta, invece, una tuta senza maniche arancione con i fianchi blu; in Alla ricerca del tesoro indossa la Tuta da Spazzino, una tuta da avventuriero blu, marrone e percorsa da una cinghia. Tre cerchi azzurri compongono il dorso e alcuni strati passano sulle ginocchia; in A spasso nel tempo indossa l'armatura Olo-Flux, un'armatura biometrica con alcune parti azzurre che sostituisce il precedente equipaggiamento; in Nexus indossa la corazza Nebulox, un'armatura con parti solide disposte sul petto, sulle mani e sui piedi, mentre tutto il resto è formato da una tuta nera e arancione che riveste l'intero corpo. La sua arma iconica è la fedele Onnichiave, che oltre a essere uno strumento adatto al lavoro da meccanico può essere utilizzata come arma negli scontri ravvicinati e, grazie alle proprietà magnetiche dei metalli che la costituiscono, la rende perfetta per attirare i bolts, risparmiando a Ratchet di raccoglierli manualmente.

## Personalità
Nella sua prima apparizione in Ratchet & Clank, Ratchet appare come un giovane meccanico Lombax allegro, vivace, mattacchione, imprevedibile, temerario, impavido, sincero, generoso e amichevole che però, dopo aver vissuto l'ignominia del tradimento da parte del Capitano Qwark, mostra anche un lato molto testardo, egoista, arrogante, tenace e impulsivo che ha bisogno di molte litigate con il Capitano Qwark e diverse testimonianze sull'orrore di ciò contro cui l'amico gli chiede di lottare per capire l'importanza dell'altruismo, mostrando alla fine il suo buon cuore. Con il proseguire della serie diventa più responsabile e maturo, rimanendo anche ironico, capace di accettare le sfortune che gli capitano e tentando piuttosto di risolverle e andare avanti. Per tutta la serie, comunque, Ratchet rimane un irriducibile sognatore, desideroso di avventure ed esplorazioni, oltre che un grande amante di armi e gadgets. Ultimamente ha accantonato queste caratteristiche maturando e assumendo un grande senso di giustizia e disponibilità verso l'universo.
Per molto tempo il suo punto debole resta uno solo, cioè il Capitano Qwark: l'essere stato tradito da un individuo che ammirava così tanto, per poi assisterne sempre più spesso alla vigliaccheria e inconsistenza morale, lo ha portato a continuare a non avere alcuna fiducia in lui. Comunque alla fine Ratchet riesce a farsene una ragione e quindi, nelle apparizioni successive, riesce ad accettare l'occasionale aiuto del capitano e/o a gestire i problemi che questi combina.
Nel gioco reimmaginato del 2016 tratto dal primo capitolo e dal film, ci viene presentato Ratchet come un giovane dalle grandi doti fisiche impavido e ottimista.

## Abilità
Oltre a essere un ottimo meccanico, Ratchet è anche un ottimo combattente, sia con l'Onnichiave che con varie armi e Gadget; è anche estremamente intelligente, possiede agilità, riflessi e velocità straordinari, è scattante, atletico e, soprattutto, incredibilmente scaltro. È inoltre uno dei migliori piloti della galassia, sia nel combattimento aerospaziale che nel semplice pilotaggio.

## Apparizioni
- Ratchet & Clank (2002)
- Ratchet & Clank 2: Fuoco a volontà
- Ratchet & Clank 3
- Ratchet: Gladiator
- Ratchet & Clank: L'altezza non conta
- Ratchet & Clank: Armi di distruzione
- Secret Agent Clank
- Ratchet & Clank: Alla ricerca del tesoro
- Ratchet & Clank: A spasso nel tempo
- Ratchet & Clank: Tutti per uno
- Ratchet & Clank: QForce
- Jak II: Renegade (cameo)
- Jak X (personaggio sbloccabile)
- The Ratchet & Clank Trilogy
- PlayStation Move Heroes - Insieme per la prima volta
- PlayStation All-Stars Battle Royale
- Ratchet & Clank: Nexus
- Ratchet & Clank (film)
- Ratchet & Clank (2016)
- Ratchet & Clank: Rift Apart